# Communauté de communes la Rochette - Val Gelon
La communauté de communes la Rochette - Val Gelon était une communauté de communes française située dans le canton de La Rochette, dans le département de la Savoie en région Rhône-Alpes.
Cette intercommunalité a disparu le 1er janvier 2014 avec la création de la communauté de communes Cœur de Savoie dont le nouveau siège est situé à Montmélian.

## Composition
La communauté de communes la Rochette - Val Gelon est constituée des 14 communes situées dans le canton de La Rochette.
| Nom                     | Code Insee | Gentilé     | Superficie (km2) | Population (dernière pop. légale) | Densité (hab./km2) |
| ----------------------- | ---------- | ----------- | ---------------- | --------------------------------- | ------------------ |
| La Rochette (siège)     | 73215      | Rochettois  | 4,66             | 3 693 (2014)                      | 792                |
| Arvillard               | 73021      | Pierrus     | 29,28            | 842 (2014)                        | 29                 |
| Bourget-en-Huile        | 73052      | Bourgerains | 6,79             | 148 (2014)                        | 22                 |
| La Chapelle-Blanche     | 73075      | Chapelains  | 4,13             | 546 (2014)                        | 132                |
| La Croix-de-la-Rochette | 73095      | Cruciens    | 3,04             | 346 (2014)                        | 114                |
| Détrier                 | 73099      | Détrelins   | 2,25             | 419 (2014)                        | 186                |
| Étable                  | 73111      | Établerains | 2,70             | 383 (2014)                        | 142                |
| Le Pontet               | 73205      | Pontetiens  | 8,66             | 137 (2014)                        | 16                 |
| Presle                  | 73207      | Preslerins  | 11,58            | 428 (2014)                        | 37                 |
| Rotherens               | 73217      | Cavagnots   | 1,74             | 353 (2014)                        | 203                |
| La Table                | 73289      | Tablerains  | 14,85            | 451 (2014)                        | 30                 |
| La Trinité              | 73302      | Trinitains  | 4,88             | 336 (2014)                        | 69                 |
| Le Verneil              | 73311      | Vergnolains | 7,52             | 92 (2014)                         | 12                 |
| Villard-Sallet          | 73316      | Grus        | 3,14             | 285 (2014)                        | 91                 |

## Histoire
Cet EPCI est créé par arrêté préfectoral du 8 novembre 1993.